# La Neuville-Chant-d'Oisel
La Neuville-Chant-d'Oisel è un comune francese di 2 050 abitanti situato nel dipartimento della Senna Marittima nella regione della Normandia.

## Società

### Evoluzione demografica
Abitanti censiti